# Сагуаро кактус
Сагуаро (лат. Carnegiea gigantea) расте полагано али може доживети 200 година. Када су стари 9 година, високи су око 15 . Након 75 година кактуси развијају своје прве гране. Када су потпуно нарасли, сагуаро кактуси досежу висину од 15 метара и тежину од 10 тона. Велики број сагуаро кактуса се налази у Сонорској пустињи.

## Галерија
- Силуета сагуара
- Сагуаро поред човека високог 180
- Одрасли кактус са пет руку у цвету
- Снегом покривени сагуаро близо Тусона, Аризона
- Игле сагуара
- Сагуаро у цвету
- Сагуаро „шума“ близо Тусона
- Гола дрвена ребра угинулог сагуара
- Сагуаро са рупама птичијих гнезда
- Гледајући уз сагуаро
- Сагуаро у Скотсдејлу, Аризона
- Залазак сунца у Сагуаро националном парку
- Необично формирани сагуаро
- Унутар угинулог сагуара
- Сагуаро у цвету